# 布城国际会展中心

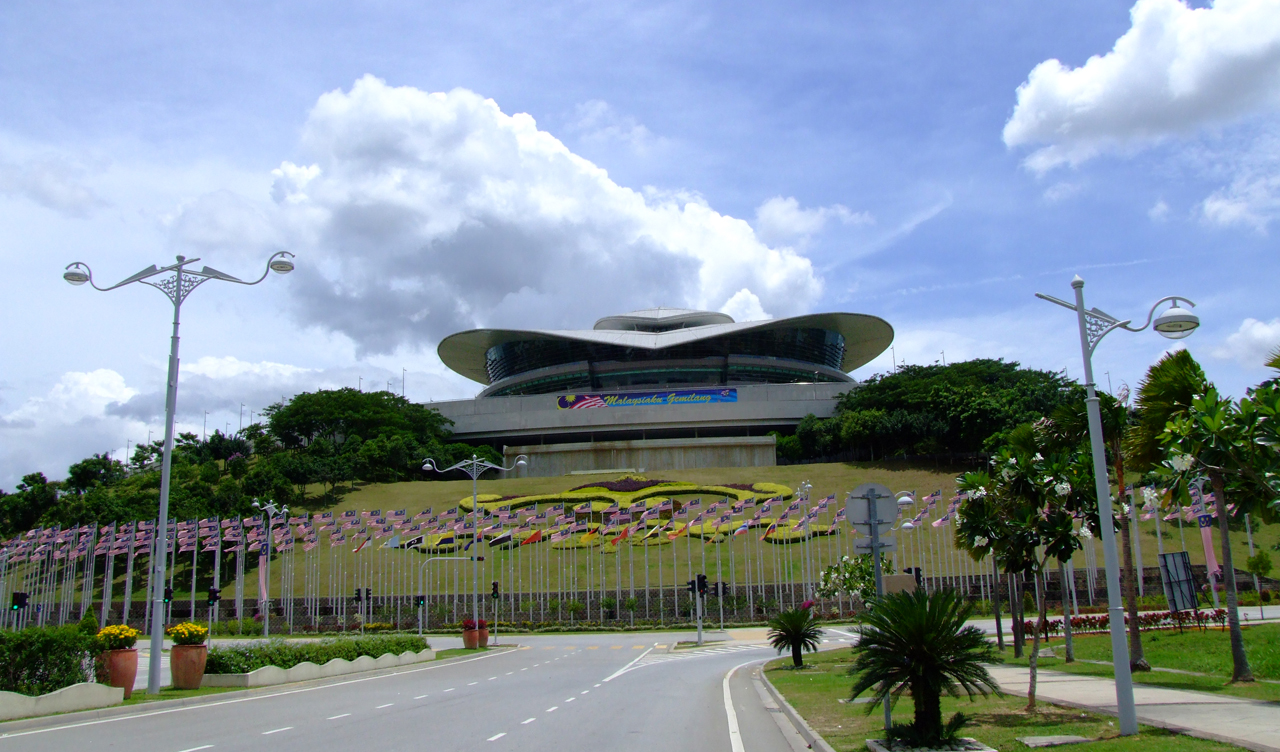

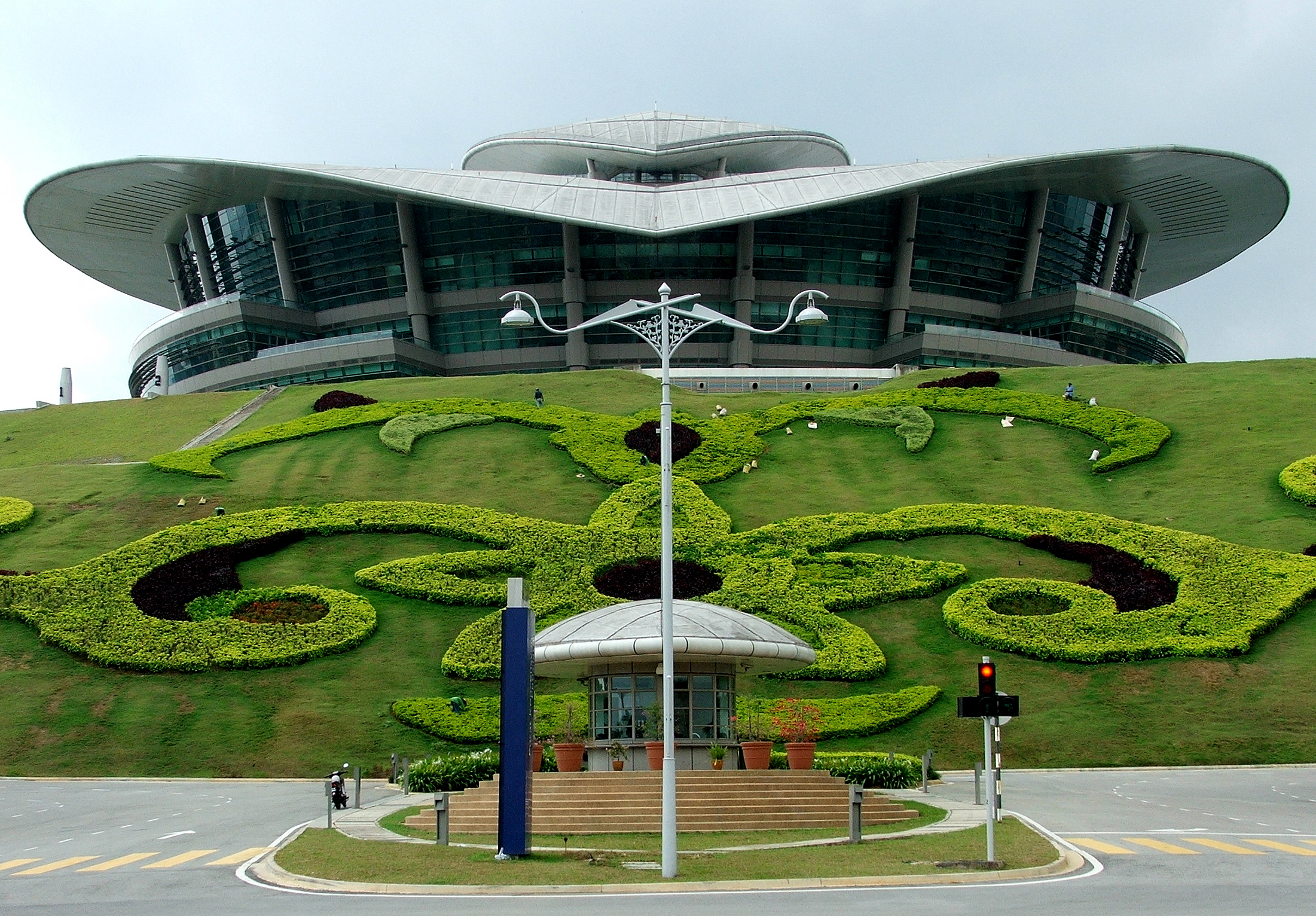

布城国际会展中心（英語：Putrajaya International Convention Centre）是位于马来西亚布城的一个会展中心，坐落于布城第五区的山坡上。该建筑于2001年动工，2003年9月竣工，由时任首相马哈迪·莫哈末设计，外观酷似马来皇家银腰带扣（Pending Perak）。2003年10月，举办了第十届伊斯兰合作组织（OIC）峰会。2004年正式从布城会议中心（Putrajaya Convention Centre）易名为布城国际会展中心。2013年4月1日，原由联邦直辖区与城市和谐部管理的布城国际会展中心被交由布城发展机构负责管理。